# آنان کوپادو
آنان کوپادو (اسپانیایی: Ana Copado‎؛ زادهٔ ۳۱ مارس ۱۹۸۰) بازیکن واترپلو اهل اسپانیا است.
وی در مسابقات کشوری و بین‌المللی در مجموع برندهٔ ۱ مدال نقره شده‌است.